# Manuel Casal
Manuel Casal y Aguado, más conocido por su seudónimo anagramático Lucas Alemán y Aguado (Madrid, 20 de mayo de 1751 - Madrid, 6 de abril de 1837) médico, periodista, poeta, bibliógrafo y dramaturgo español.

## Biografía
Estudió medicina en Gandía y Valencia, donde se doctoró en 1775. Ejerció en Madrid. Publicó obras profesionales de medicina (tradujo en verso del griego los Aforismos de Hipócrates) y obras festivas y satíricas que le dieron mucha fama. Fue un médico muy prestigioso: decano de la Academia Médico-Quirúrgica Matritense, socio de la de Barcelona, corresponsal de la de Cádiz y honorario de la Greco-latina. Escribió en el Correo de los Ciegos, en el Correo de Madrid y en el Diario de Madrid y redactó y dio a luz él solo el Postillón del Correo de Madrid, la Pajarera Literaria (Madrid, 1813-1814), así como El Mochuelo Literario (1820), en que polemizaba en broma con La Periodicomanía de Fernando Camborda y Félix Mejía, entre otras muchas publicaciones periódicas de tono festivo. Fue un poeta humorístico importante por su riquísimo y creativo lenguaje, todavía mal estudiado, que dejó mucha obra inédita, también teatral y en prosa. Liberal, fue redactor en El Indicador, Madrid, 1822-1823, en el Periódico de las Damas, Madrid, 1822, en el Correo Literario y Mercantil (Madrid, 1828-1831) y colaboró en otros muchos periódicos de la capital. Escribió la comedia burlesca Don Lucas y Don Martín solos en su camerín (1832), la zarzuela Las vendimiadoras o segunda parte de la Espigadera (1779), la comedia pastoral Cuando miente una sospecha (1778) y el sainete El doctor Zorrilla (1827). Compuso un bibliográficamente importante Índice de comedias antiguas y raras y no comunes. Con una sucinta narración analítica de su mérito y asumpto del que tratan que se conserva manuscrito y ha sido estudiado por Francisco Aguilar Piñal.

## Obras
- Lucubrationes medicae theorico-practicae piquerianae, Valencia, 1775.
- Los aforismos de Hipócrates en verso.
- Epidemias pestilentes.
- Postillón del Correo de Madrid. Carta festiva a D. Antonio Gacea sobre el lujo, Madrid, 1787.
- Tres cartas, Madrid, 1788.
- La Pajarera Literaria, Madrid, 1813-1814.
- El Mirlo. 1814.
- Opúsculos satíricos. Madrid, 1813, 1814 y 1820.
- El gavilán volando, o sea, el tribunal de los descontentos y mártires casados. Madrid, 1820.
- Letrilla política, Madrid, 1820.
- El Mochuelo Literario, Madrid, 1820, diez números.
- La Calandria Constitucional. Madrid, 1821.
- El Papagayo Vocinglero, Madrid, 1821.
- Cuando miente una sospecha (1778),
- Las vendimiadoras o segunda parte de la Espigadera (1779),
- El doctor Zorrilla (1827).
- Don Lucas y Don Martín solos en su camerín (1832),